# Сухово
Су̀хово е село в Южна България, община Ардино, област Кърджали.

## География
| Население по години | Население по години |
| ------------------- | ------------------- |
| 1934 г.             | 155 души            |
| 1956 г.             | 236 души            |
| 1975 г.             | 264 души            |
| 1985 г.             | 231 души            |
| 1992 г.             | 179 души            |
| 2001 г.             | 148 души            |
| 2011 г.             | 103 души            |
| 2019 г.             | 126 души            |

Село Сухово се намира в най-западната част на Източните Родопи, прилежащо към границата им със Западните Родопи, на около 10 km запад-северозападно от центъра на град Кърджали и 14 km североизточно от град Ардино. Разположено е на около 400 м западно от язовир Кърджали при стеснение на язовира до 160 – 170 m, над което срещу селото е построен висящ (въжен) мост.
Близо до Сухово са селата Голобрад – на около 2 km на югозапад, Рибарци – на около километър на северозапад и Снежинка, на около 2 km на североизток, отвъд язовира. Общински път, започващ в североизточния край на село Боровица от кръстовище с третокласния републикански път III-8653, води на североизток през селата Стар читак и Рибарци до село Сухово.
Надморската височина до трафопоста при влизане в Сухово е около 446 m – приблизително 120 m по-високо от нивото на водата в язовира.

## История
Селото – тогава с име Сусус бурун – е в България от 1912 г. Преименувано е на Сухово с министерска заповед № 3775, обнародвана на 7 декември 1934 г.

## Население
Преброяване на населението през 2011 г.
Численост и дял на етническите групи според преброяването на населението през 2011 г.:
|                     | Численост | Дял (в %) |
| Общо                | 103       | 100,00    |
| Българи             | 0         | 0,00      |
| Турци               | 103       | 100,00    |
| Цигани              | 0         | 0,00      |
| Други               | 0         | 0,00      |
| Не се самоопределят | 0         | 0,00      |
| Неотговорили        | 0         | 0,00      |

## Религии
Изповядваната в Сухово религия е ислям.

## Обществени институции
Село Сухово към 2020 г. е център на кметство Сухово.
Молитвеният дом в Сухово е джамия.